# Schibsted
Schibsted (Schibsted ASA) är en norsk mediekoncern med huvudkontor i Oslo. Bolaget bildades som ett boktryckeri av Christian Schibsted 1839 och blev aktiebolag 1989 efter att tidigare varit ett familjeföretag. Schibsted introducerades på Oslo börs 1992. I dag är koncernen en av Nordens största medieaktörer med verksamhet inom press, förlag, multimedia, online classifieds och mobila tjänster.
2018 hade Schibsted ASA en omsättning på 18,1 miljarder NOK med ett resultat på 3,3 miljarder NOK (EBITA). Bolaget är noterat på Oslobörsen.
Schibsted hade 2019 cirka 5000 anställda och driver verksamhet i flera länder. Förutom i Norge är företaget även en stor aktör på den svenska marknaden. Det svenska huvudkontoret befinner sig i Kungsbrohuset (ofta kallat Schibstedhuset) på Kungsbron i centrala Stockholm.
Idag äger Schibsted bland annat även Aftenposten, Aftonbladet, Svenska Dagbladet, Blocket, Lendo och Prisjakt.

## Historia

### Från boktryckeri till börsnoterat förlag (1839–1999)
Koncernen grundades av Christian Schibsted 1839 då han startade ett boktryckeri i Oslo. 1966 tog Schibsted över ägarskapet till den norska dagstidningen Verdens Gang, som då hade finansiella problem.  
1988 blev den familjeägda verksamheten ett aktiebolag och delades upp i olika dotterbolag.[källa behövs] 1992 börsnoterades koncernen och hade dessförinnan växt huvudsakligen genom förvärv inom Norge. Koncernen bestod av de helägda verksamheterna Aftenposten, Verdens Gang och Schibsted Trykk samt minoritetsposter i sex regionala och lokala tidningar i Norge.  
År 1996 togs det första rejäla steget utomlands när svenska Aftonbladet förvärvades, vilket under 1998 följdes upp med köpen av Svenska Dagbladet samt Eesti Meedia Grupp och Kanal 2 i Estland. 

### Nätsatsningar och vidare internationell expansion (2000–XXXX)
Schibsted också vuxit genom egna organiska nysatsningar. I mars 2000 lanserades rubrikannonssajten Finn i Norge, tillsammans med fyra norska regionaltidningar. Under 2000–2001 lanserades gratistidningen 20 Minutes i Frankrike, Spanien, Tyskland och Schweiz. Den tyska versionen lades ner inom ett år och den schweiziska versionen såldes 2005 till en lokal partner. 2008 förvärvade Schibsted 35 % av gratistidningen Metro i Sverige och lade samtidigt ned den egna satsningen Punkt SE.  
År 2005 lanserades den svenska näringslivssajten N24.se, som ett samarbete mellan Aftonbladet och Svenska Dagbladet. N24 bytte sedermera namn till E24.se och etablerades i Norge och Estland. 2011 lades E24 ner i Sverige och ersattes av SvD Näringsliv på nätet.
Andra verksamheter som startats och lagts ner är rekryteringssajten Jobb24.se som ersattes med Blocket Jobb, sökmotorn Sesam (2005–2009), sant nätgemenskapen Nettby, vilken fram till Facebooks genomslag hade varit ledande i Norge.  
År 2007 annonserades en fusion mellan helägda Aftenposten och tre delägda norska regionaltidningar (Stavanger Aftenblad, Bergens Tidende och Fædrelandsvennen) samt 90% av Finn.no. Den nya koncernen kom att heta MediaNorge, med Schibsted som huvudägare (80 %). I början av 2011 lade Schibsted ett bud på minoritetens andel av MediaNorge. Schibsted äger dessutom 29 % av Polaris Media, som bland annat äger Trondheim-baserade Adressaavisen, Harstads Tidende samt återstående 10 % av Finn. Schibsted ägde tidigare 43% av Polaris Media, men tvingades av den norska tillsynsmyndigheten Medietillsynet att minska sitt ägandet för att få tillstånd att skapa MediaNorge.
Under 1990- och 2000-talet gjordes en satsning på film och tv genom köp av ägarandelar i norska kanalen TV2, svenska kanalen TV4, TV-produktionsbolaget Metronome samt biograf- och distributionsverksamheten Sandrew Metronome. Under andra halvan av 2000-talet har det mesta av verksamheterna inom film och tv avyttrats för att finansiera en satsning på rubrikannonser på internet.
Åren 2002–2003 förvärvades Bytbil och Blocket, vilket tillsammans med Trader Classified Media, som förvärvades 2006, utgör grunden för divisionen Schibsted Classified Media, med internationell verksamhet inom rubrikannonser. Sedan 2005 har lokala varianter av Blocket startats i fyra världsdelar, däribland LeBonCoin i Frankrike, Subito i Italien och Mudah i Malaysia. 2008 förvärvades Kapaza i Belgien. Det har även startats flera internationella verksamheter som inspirerats av Blockets framgångar. Några av dessa har Schibsted senare förvärvat, som Tocmai i Rumänien och DoneDeal på Irland. Tocmai startades 2009 av en tidigare anställd på Schibsted. DoneDeal grundades 2005 med Blocket som förebild av två entreprenörer med svenskanknytning. 
År 2005 förvärvades katalogtjänsten Hitta.se, vilket följts av köp av ett antal svenska online-sajter under perioden 2006-2013, däribland Mötesplatsen.se, Prisjakt.nu, TV.nu, Lendo.se, Kundkraft.se, LetsDeal.se, Klart.se, ServiceFinder.se, Flexidrive.se och Fakturaborsen.se. Organiska satsningar har också gjorts - bland annat Destination.se, Elpriser.se, Suredo.se och Mobilio.se. Dessa huvudsakligen svenska verksamheter samlas inom Schibsted Growth. Under 2011 etablerades ett liknande bolag i Norge under namnet Schibsted Vekst, vars första satsning blev en norsk variant av LetsDeal. Även Prisjakt, Lendo och Mötesplatsen har expanderat till Norge. I Norge har också Penger.no lanserats samt andelar i Duplo Media, Husleie.no och ebok.no förvärvats. Under 2012 etablerades även en motsvarighet till Tillväxtmedier i Frankrike, under namnet Schibsted Developement France.
Åren 2000–2009 var Schibsted en stor utgivare av serietidningar på den svenska marknaden, först under namnet Full Stop Media, senare som Schibsted förlagen. Förlaget var även verksamt som bokutgivare. Seriedelen av verksamheten såldes 2009 till Egmont Kärnan, alternativt lades ner. Telegram Bokförlag köpte samtidigt Schibsteds svenska bokutgivning.

### Avyttringar och förändrat fokus (2018-2025)
September 2018 delades Schibsted Media Groups verksamhet upp i två separata bolag: Schibsted och Adevinta. Schibsted med huvudfokus på Norden och de tre affärsområdena "News Media", "Nordic Marketplaces" och "Next". I det nya bolaget Adevinta etablerades alla de marknadsplatser som verkade på marknader utanför Norden.
Adevinta börsnoterades på Oslo börs i april 2019. Koncernchef för Adevinta är Rolv Erik Ryssdal, som mellan 2009 och 2018 var koncernchef för Schibsted Media Group.
2024 sålde Schibsted sina nyhetsverksamheter till Stiftelsen Tinius, och skapade därmed två distinkta företag: Schibsted Media och Schibsted Marketplaces (Schibsted ASA). Christian Printzell Halvorsen är koncernchef för Schibsted ASA, Siv Juvik Tveitnes är koncernchef för Schibsted Media. Finanschef för Schibsted ASA är Per Christian Mørland. 

## Affärsområden
Schibsted består av de tre affärsområdena News Media, Nordic Marketplaces och Next.

### News Media
News Media är en av Schibsteds kärnverksamheter, med fokus inom journalistik. Affärsområdeschef är Siv Juvik Tveitnes.
Idag äger Schibsted bland annat Verdens Gang, Aftenposten, Bergens Tidende, Stavanger Aftenblad, Fædrelandsvennen, Aftonbladet, Svenska Dagbladet, Omni och E24. Schibsteds svenska verksamhet inom News Media är samlokaliserad i Kungsbrohuset i Stockholm.

### Nordic Marketplaces
Nordic Marketplaces består av de marknadsplatser (köp- och säljsajter) inom Schibsted som verkar på den nordiska marknaden. Dessa är Blocket, Finn, Mittanbud, Tori, Oikotie, Servicefinder och Bytbil. Affärsområdeschef är Christian Printzell Halvorsen.
I april 2019 etablerade koncernen alla de marknadsplatser som verkar utanför Norden i ett separat börsnoterat företag: Adevinta. Koncernchef är Rolv Erik Ryssdal, som mellan 2009 och 2018 var koncernchef för Schibsted Media Group.

### Next
Next har fokus på nya investeringar inom digitala tillväxtföretag för Schibsted, men även utveckling av affärsmöjligheter inom media och distribution. Affärsområdeschef är Raoul Grünthal.
Inom Next äger Schibsted helt eller delvis bland annat Prisjakt, Lendo, Compricer, Let´s Deal, Hjemmelegene, Add Health Media, Insurello, PodMe, Dicopay, Funding Partner, TV.nu, Klart.se, Hygglo, Mötesplatsen, GoodOnes, KickBack, Yepstr, Vinguiden, Kundkraft, Styletime, Rocker (tidigare Bynk), PriceSpy, Hintaopas, Kompario, Pagomeno, LeDénicheur, Hypoteket, Habity, Albert, Harvest och ahum.

## Företag och varumärken i Norge
Hel- eller delägda företag och varumärken i Norge:
- Verdens Gang[4]
- Aftenposten[4]
- Stavanger Aftenblad
- Bergens Tidende
- Fædrelandsvennen
- e24.no
- Finn (äger 90 %)
- Prisjakt
- Mittanbud.no
- Let's Deal
- Lendo
- Hjemmelegene
- FundingPartner
- KickBack
- Styletime
- Harvest
- Husleie.no
- Duplo Media
- Helthjem
- Inzpire.me
- Svosj
- Møteplassen

Schibsted äger även 29% av Polaris Media, som ger ut Adressaavisen och Harstads Tidende.[källa behövs]

## Företag och varumärken i Sverige
Hel- eller delägda företag och varumärken i Sverige:
- Aftonbladet[4] (äger 91 %)[7]
- Svenska Dagbladet[4]
- Blocket
- Bytbil.com
- Compricer
- Servicefinder
- Prisjakt
- Lendo
- Kundkraft
- Tv.nu
- Klart.se
- Mötesplatsen
- Mindler
- Lets Deal
- Omni
- Add Health Media
- Insurello
- PodMe
- Dicopay
- Hygglo
- Harvest
- KickBack
- Good Ones
- Yepstr
- Vinguiden
- Bynk
- Hypoteket
- Habity
- Albert
- Capcito

## Företag och varumärken på andra marknader
Hel- eller delägda företag och varumärken på marknader utanför Sverige och Norge:
- Tori.fi (Finland)
- Oikotie.fi (Finland)
- Rakentaja.fi (Finland)
- Bilbasen.dk (Danmark)[8]
- DBA.dk (Danmark)[8]
- Prisjagt.dk (Danmark)
- Hintaopas.fi (Finland)
- leDenicheur.fr (Frankrike)
- PriceSpy.co.nz (Nya Zeeland)
- PriceSpy.co.uk (Storbritannien)
- Lendo.dk (Danmark)
- Lendo.at (Österrike)
- Lendopolska.pl (Polen)